# GOLDEN☆BEST 〜P.S. I LOVE YOU〜
『GOLDEN☆BEST 〜P.S. I LOVE YOU〜』（ゴールデン・ベスト ピーエス・アイ・ラブ・ユー）は、PINK SAPPHIREのベスト・アルバム。

## 内容
解散以後、初めてのリリース作。『GOLDEN☆BEST』シリーズの一枚。

## 収録曲
1. P.S. I LOVE YOU
作詞：石田美紀　作曲：小路隆　編曲：PINK SAPPHIRE
2. HELLO GOODBYE
作詞：美遊砂　作曲：宮口博行　編曲：土方隆行
3. 白い夏
作詞：塚田彩湖　作曲：菊野晴泉　編曲：土方隆行・PINK SAPPHIRE
4. ハッピーの条件。
作詞：田口俊　作曲：宮口博行　編曲：土方隆行
5. 5番目の季節
作詞：三浦徳子　作曲：石田美紀　編曲：土方隆行・PINK SAPPHIRE
6. 抱きしめたい
作詞：安藤芳彦　作曲：鴨井学　編曲：土方隆行
7. POWER OF LOVE
作詞：塚田彩湖　作曲：塚田彩湖・石田美紀　編曲：土方隆行・PINK SAPPHIRE
8. 偽りの季節たち
作詞：石田美紀　作曲：小路隆　編曲：土方隆行・PINK SAPPHIRE
9. TOMORROW
作詞：石田美紀　作曲：鈴木孝子　編曲：土方隆行・PINK SAPPHIRE
10. オールウェザー・ガール
作詞：田口俊　作曲：多々納好夫　編曲：土方隆行
11. Fallen Angel
作詞：塚田彩湖　作曲：西木栄二　編曲：土方隆行・PINK SAPPHIRE
12. 真夜中のポート・レイト
作詞：三浦徳子　作曲：杉浦洋介　編曲：土方隆行
13. From Me To You（あきらめちゃダメ!）
作詞：鮎川めぐみ　作曲：松尾清憲　編曲：土方隆行
14. For the Earth
作詞：森ユキ・坂本裕介・PINK SAPPHIRE　作曲：PINK SAPPHIRE・坂本裕介　編曲：土方隆行・PINK SAPPHIRE
15. Hold Me
作詞：菊野晴泉　作曲：西木栄二　編曲：土方隆行・PINK SAPPHIRE
16. クラスメイト
作詞：田口俊　作曲：多々納好夫　編曲：土方隆行